# Oberstocken
Oberstocken es una comuna suiza del cantón de Berna, situada en el distrito administrativo de Thun. Limita al norte con la comuna de Höfen bei Thun, al este con Niederstocken, al sur con Erlenbach im Simmental, y al oeste con Pohlern.
Hasta el 31 de diciembre de 2009 situada en el distrito de Niedersimmental.

## Ciudades hermanadas
- Strunkovice nad Blanicí.